# بوكيمون باتل ريفولوشن
بوكيمون باتل ريفولوشن (باليابانية: ポケモンバトルレボリューション) (نطق ياباني:Pokemon Batoru Reboryūshon.) (بالإنجليزية: Pokémon Battle Revolution)‏، هي لعبة فيديو من تطوير ستوديو جينيوس سونوريتي اليابانية، ونشرها ذا بوكيمون كومباني سنة 2006.

## المواقع الخارجية
- Official Pokémon Battle Revolution webpage (المملكة المتحدة)
- Official Pokémon Battle Revolution webpage (الولايات المتحدة)
- Official Pokémon Battle Revolution webpage (باليابانية)